# Ila-kabkabi
Ila-kabkabi (Terqa, ... – Babilonia, 1815 a.C.) è stato re di Terqa.

## Biografia
Ila-kabkabi, figlio di Yazkur-ilu, fu re di Terqa, capitale di un piccolo regno amorreo che sorgeva a circa cinquanta chilometri dal fiume Eufrate all'incirca dal 1824 a.C. Fu padre di Shamshi-Adad I. Dopo la conquista del regno di Assiria gli scribi inserirono il suo nome nella lista dei Sovrani di Assiria dopo la lista dei "re che vivevano nelle tende".
Le relazioni diplomatiche fra Terqa e il regno di Mari furono sempre tese e anche se fu firmato un patto di non aggressione fra Ila-kabkabi e il re di Mari, Yaggid-Lim, il patto fu rotto e la guerra fra i due regni infuriò per molti anni, con esiti alterni. In una lettera trovata nell'archivio del regno di Mari, uno dei suoi nipoti cita gli eventi che portarono alla guerra. Questa lettera risale al periodo in cui Shamshi-Adad I aveva conquistato il regno di Mari e poi Assur. In questo testo si asserisce che:
In seguito la lettera riferisce della distruzione del muro di cinta della città di Mari da parte di Ila-kabkabi. D'altra parte però sappiamo che poi l'esercito di Mari attaccò Terqa con maggior risultato tanto che Yaggid-Lim riuscì a detronizzare Ila-kabkabi e incorporò la città di Terqa al suo regno. Ila-kabkabi e la sua famiglia dovettero fuggire e riparare in Babilonia che li accolse per la sua politica anti assira e contro il regno di Mari. Suo figlio, il futuro Shamshi-Adad I giunse a Babilonia ancora ragazzo e mantenne sempre un legame con questa città che lo aveva accolto, tanto che quando divenne re di Assiria, utilizzò nei documenti ufficiali la lingua babilonese.. Probabilmente Ila-kabkabi morì in esilio a Babilonia perché dopo sette anni, quando la situazione militare e politica migliorò, con la morte di Naram-suen, sarà suo figlio Shamshi-Adad I a guidare il nuovo esercito.
| predecessore: Yazkur-ilu | Re di Tarqa 1824 - 1818 a.C. | successore: Yaggid-Lim |